# Camaïeu (companie)
Camaïeu este o companie de retail de îmbrăcăminte din Franța, înființată în anul 1984.
Deține o rețea internațională de 850 de magazine în Italia, Polonia, Republica Cehă, Slovacia, Belgia, Luxemburg, Rusia și Orientul Mijlociu și o cifră de afaceri de 709 milioane de euro pe an.
Compania este prezentă și în România, din ianuarie 2010, când a deschis un magazin în centrul comercial AFI Palace Cotroceni.
În octombrie 2010, a deschis al doilea magazin în centrul comercial Militari Shopping Center.